# Tage Flisberg
Tage Flisberg (* 12. Oktober 1917 in Norrköping; † 3. Mai 1989 in Jönköping) war ein schwedischer Tischtennisspieler. Er wurde 1954 Vizeweltmeister im Einzel.

## Nationale Erfolge
Flisberg wurde zwischen 1936 und 1958 13-mal schwedischer Meister im Einzel, 14-mal im Doppel, 2-mal im Mixed und 14-mal mit verschiedenen Teams. Zudem gewann er noch 22 Titel bei nationalen Seniorenmeisterschaften. 

## Internationale Erfolge
Von 1936 bis 1957 spielte er 103-mal in der schwedischen Nationalmannschaft, 63 Spiele gewann er. Sein erstes Länderspiel absolvierte er 1936 gegen Deutschland. Als Deutschland am 24. Januar 1950 in Gelsenkirchen den ersten Länderkampf nach dem Zweiten Weltkrieg bestritt, hieß der Gegner Schweden und in dessen Team wirkte Tage Flisberg mit.
Von 1947 bis 1957 wurde Flisberg für neun Weltmeisterschaften nominiert. 1949 erreichte er im Doppel zusammen mit Richard Bergmann das Halbfinale. Sein größter Erfolg war 1954, als er im Einzel Vizeweltmeister wurde. Er verlor im Endspiel gegen den Japaner Ichirō Ogimura.
In der Weltrangliste belegte Flisberg 1954 Platz drei.
1982 nahm Flisberg trotz der Beinprothese, die er inzwischen hatte, an der Senioren-Weltmeisterschaft in Göteborg teil.

## Sonstiges
Flisberg verdiente seinen Lebensunterhalt anfangs in Tranås als Lagerarbeiter,, was ihn daran hinderte, an den Weltmeisterschaften 1951 und 1952 teilzunehmen. Später arbeitete er bei der Sportfirma Stiga. 1967 gehörte er zu den Gründern des Swaythling Club International.

## Turnierergebnisse
| Verband | Veranstaltung          | Jahr | Ort        | Land | Einzel     | Doppel        | Mixed         | Team |
| ------- | ---------------------- | ---- | ---------- | ---- | ---------- | ------------- | ------------- | ---- |
| SWE     | Nordic Meisterschaften | 1955 | Drammen    | NOR  | Silber     | Gold          |               | 1    |
| SWE     | Nordic Meisterschaften | 1953 | Stockholm  | SWE  |            | Gold          | Silber        | 1    |
| SWE     | Nordic Meisterschaften | 1949 | Copenhagen | DEN  | Gold       | Gold          | Silber        | 1    |
| SWE     | Weltmeisterschaft      | 1957 | Stockholm  | SWE  | letzte 64  | letzte 32     | keine Teiln.  | 11   |
| SWE     | Weltmeisterschaft      | 1956 | Tokio      | JPN  | letzte 64  | Viertelfinale | letzte 32     | 9    |
| SWE     | Weltmeisterschaft      | 1955 | Utrecht    | NED  | letzte 128 | letzte 32     | letzte 64     | 9    |
| SWE     | Weltmeisterschaft      | 1954 | Wembley    | ENG  | Silber     | letzte 32     | letzte 64     | 9    |
| SWE     | Weltmeisterschaft      | 1953 | Bukarest   | ROU  | letzte 16  | letzte 16     | letzte 32     | 9    |
| SWE     | Weltmeisterschaft      | 1950 | Budapest   | HUN  | letzte 32  | letzte 64     | letzte 16     | 5    |
| SWE     | Weltmeisterschaft      | 1949 | Stockholm  | SWE  | letzte 64  | Halbfinale    | Viertelfinale | 5    |
| SWE     | Weltmeisterschaft      | 1948 | Wembley    | ENG  | letzte 32  | Viertelfinale | letzte 32     | 13   |
| SWE     | Weltmeisterschaft      | 1947 | Paris      | FRA  | letzte 128 | letzte 16     | Scratched     | 5    |